# Exechia arisaemae
Exechia arisaemae är en tvåvingeart som beskrevs av Mitsuhiro Sasakawa 1993. Exechia arisaemae ingår i släktet Exechia och familjen svampmyggor. Inga underarter finns listade i Catalogue of Life.